# Гроново-Эльблонске (станция)
Гроново-Эльблонске (пол. Gronowo Elbląskie) — железнодорожная станция в селе Гроново-Эльблонске в гмине Гроново-Эльблонске, в Варминьско-Мазурском воеводстве Польши. Имеет 2 платформы и 3 пути.
Станция была построена на железнодорожной линии Мариенбург — Кёнигсберг (Мальборк — Калининград) в 1852 году, когда эта территория была в составе Королевства Пруссия.